# Packie Bonner
Patrick Joseph Bonner známý jako Packie Bonner nebo Pat Bonner (* 24. května 1960) je bývalý irský fotbalový brankář a reprezentant.
V roce 1978 ho přivedl do Celticu manažer Jock Stein. Bonner působil v klubu 17 let a získal s ním pět ligových titulů (1979, 1981, 1982, 1986 a 1988). S irskou reprezentací se zúčastnil jako brankářská jednička mistrovství Evropy ve fotbale 1988, mistrovství světa ve fotbale 1990 a mistrovství světa ve fotbale 1994. Národním hrdinou se stal při penaltovém rozstřelu v osmifinále MS 1990 proti Rumunsku, když zlikvidoval pokus Daniela Timofteho a pomohl svému týmu k historické účasti ve čtvrtfinále světového šampionátu. Bonner jako praktikující katolík byl velmi poctěn, když mu k tomuto výkonu osobně gratuloval papež Jan Pavel II., který byl v mládí také gólmanem.
Po skončení aktivní kariéry působil jako technický ředitel Irské fotbalové asociace. Jeho syn Andrew Bonner hrál jako útočník za irské mládežnické výběry a skotský Cambuslang FC.